# Xiao Jia
Xiao Jia (小甲; Xiǎo Jiǎ) var en kinesisk kung ur den forna Shangdynastin.